# کلروپیرامین
کلروپیرامین(به انگلیسی: Chloropyramine) یک داروی آنتی هیستامین کلاسیک از نسل اول است که در کشورهای اروپای شرقی (مانند روسیه) برای درمان ورم ملتحمه آلرژیک، التهاب مخاط بینی آلرژیک، آسم و سایر بیماری‌های آتوپیک (آلرژیک) تأیید شده‌است. همچنین برای درمان علائم بالینی شامل آنژیوادم (ادم کوینکه)، واکنش‌های آلرژیک به گزش حشرات، آلرژی‌های غذایی و دارویی و شوک آنافیلاکسی کاربرد دارد..

## سنتز

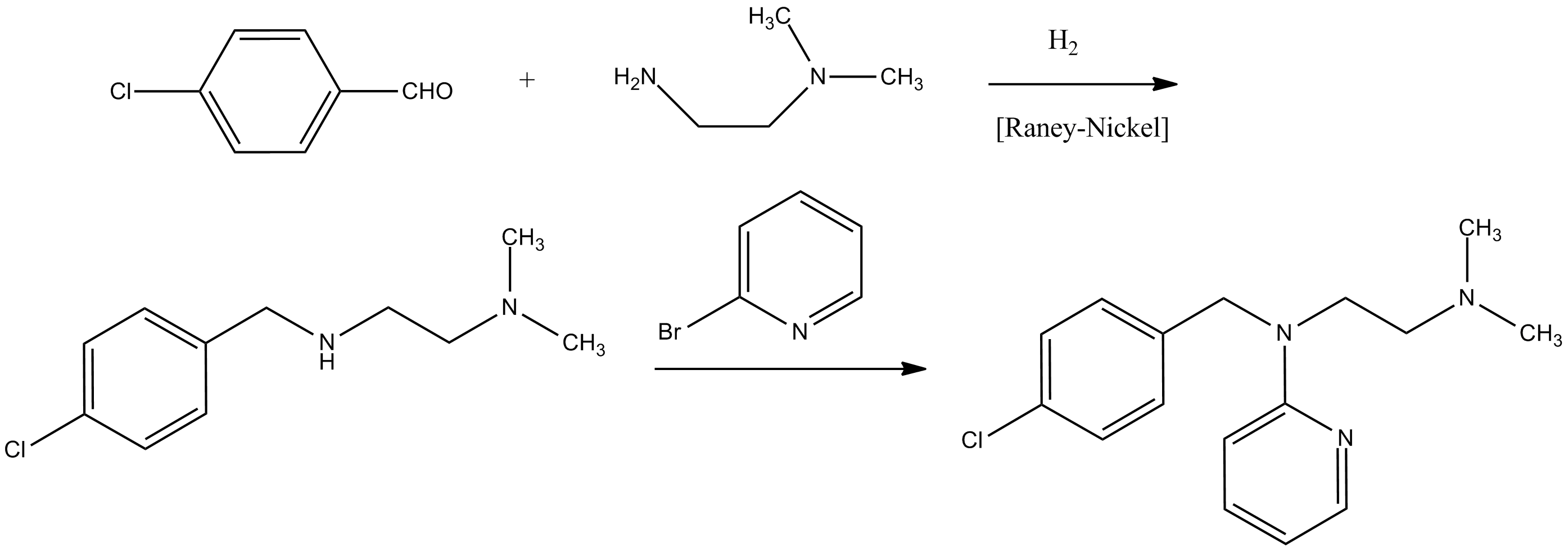
سنتز کلروپیرامین:

فرآوری این ماده با تراکم ۴ -کلروبنزالدهید با ۱٬۱-دی‌متیلن‌دی‌آمین آغاز می‌شود. سپس باز شیف حاصل شده، کاهیده می‌شود. نهایتاً آمین حاصل با ۲-بروموپیریدین در حضور سدیم آمید واکنش نشان می‌دهد.

سنتز کلروپیرامین 2:

سنتز کلروپیرامین 3: